# Tůně (potok)
Tůně je nížinný potok, který vzniká z více pramenů na pravobřežních bývalých lukách řeky Úpy u obce Velký Třebešov,[zdroj?] teče paralelně s Úpou v blízkosti obcí Svinišťany, Dolany a Čáslavky, a před Jaroměří nedaleko Zvolské stráně se vlévá do Úpy.

## Popis
Na místě někdejších luk, kterými potok Tůně protéká, jsou od roku 1973 od Velkého Třebešova až k Čáslavkám pole. Nejvýznamnějším přítokem Tůní je bezejmenný potůček, tekoucí od podkovovitého údolí zvaného Vinice východně od obce Svinišťany, který se do Tůní vlévá asi 500 m jižně od této obce.
Potok Tůně byl dříve velmi bohatý na ryby, od střevlí, hrouzků, slunek, mřenek a bílých ryb přes štiky, které se do něj připlouvaly třít, až po pstruhy a parmy. V první polovině sedmdesátých let 20. století byl u obce Svinišťany vybudován velkokapacitní kravín, jehož odpadní vody byly svedeny do výše zmíněného potůčku, a doslova přes noc zlikvidovaly veškerou ichtyofaunu v potoce Tůně. Z této pohromy se potok dodnes nevzpamatoval, a za tento ekologický zločin nebyl nikdo pohnán k odpovědnosti.[zdroj?]
Od Svinišťan až k ústí do Úpy je potok lemován porosty olší a vrb. Potok Tůně má převážně hlinité, místy kamenité dno, ve svém dolním toku je pak dno z velké části zabahněné. Dříve byl součástí melioračního systému, který na řece Úpě vybudovali ještě před 1. světovou válkou Italové podle podobných systémů v Pádské nížině.[zdroj?] Tento systém zavodňovacích a odvodňovacích kanálů a struh byl však v sedmdesátých letech 20. století při přeměně luk na pole beze zbytku zlikvidován, některé jeho pozůstatky jsou pak ještě dnes k vidění podél Úpy od Ratibořic k Velkému Třebešovu.